# Діоген Вавилонський
Діоген Вавилонський (дав.-гр. Διογένης ὁ Βαβυλώνιος), або Діоген з Селевкії (бл. 240-150 до н. е.) — давньогрецький філософ-стоїк, учень Хрісіппа і наступник Зенона з Тарса на чолі стоїчної школи.
Разом з академіком Карнеадом і перипатетиком Критолаєм в 155 до н. е. їздив до Риму в складі афінського «філософського» посольства, яке просило звільнити Афіни від штрафу за розграбування Оропа. Виступивши в Римі, Діоген вперше познайомив римлян з вченням стоїків.
Від творів Діогена збереглися незначні фрагменти. Відомі за назвами трактати «Про мову, що звучить», «Діалектика», «Про риторику», «Про провідну частину душі», «Про Афіну», «Мантика», «Етика», «Про благородне походження», «Про закони», «Про музику».
Слідом за Зеноном Тарсійським і Хрісіппом поміщав провідний початок душі в серце. У теології розвивав аргументи засновника стоїцизму Зенона із Кітіона.
Його учнями були Антипатр з Тарса, Аполлодор з Селевкії, Архедем з Тарса, Аполлодор Афінський, Панетій, Боет Сидонський.